# Malos usos señoriales
Malos usos señoriales es una locución usada en la Edad Media (incluso, durante el Antiguo Régimen) en la Corona de Castilla, pero sobre todo, en la Corona de Aragón (mals usos en lengua catalana), para referirse a determinadas costumbres feudales, en general prestaciones a las que estaban sometidos los siervos encomendados a algún señor feudal. Estas prestaciones u obligaciones constituyen un tipo de derecho del señor a maltratar a su siervo (ius maletractandi) y, entre los siglos IX y XIII, se aceptaban como lícitas, consideradas algo normal, especialmente en los territorios caracterizados por su mayor similitud al feudalismo "puro": los condados carolingios de la zona pirenaica (Marca Hispánica) paulatinamente convertidos en entidades políticas independientes de hecho (reino de Navarra, reino de Aragón y condados catalanes).
Ya en la Baja Edad Media, al cobrar más protagonismo el pueblo llano, junto con la paulatina recuperación de usos propios del derecho romano, los malos usos señoriales comenzaron a verse como abusivos o a sustituirse por pagos en metálico. Sin embargo, con la crisis del siglo XIV (peste negra de 1348), muchos nobles vieron reducir sus rentas y peligrar su privilegiado nivel de vida. Una respuesta a ello (la llamada "reacción señorial") consistió en revivir esos malos usos para aumentar su recaudación, lo que en muchos casos provocó importantes revueltas de campesinos, fenómeno común a toda la Europa Occidental (la jacquerie francesa de 1358, la peaseants' revolt inglesa de 1381, la rebelión de los taboritas bohemios entre 1418 y 1439 -muchas tenían un fundamento religioso basado en la igualdad del cristianismo primitivo: "Cuando Adán cavaba la tierra y Eva hilaba, ¿quién era Gentilhombre?"-). En los distintos reinos españoles se produjeron varias desde mediados del siglo XIV hasta mediados del siglo XV (irmandiños gallegos, remenças catalanes).

## Corona de Castilla
En la corona de Castilla es difícil determinar en qué consistían los malos usos por estar sujetos más a la tradición oral y al derecho consuetudinario; pero, en general se refieren a los llamados malos fueros, es decir, regímenes feudales más duros en prestaciones. Ya que en Castilla la repoblación intentaba atraer gentes de otras zonas o países, era raro que los fueros o las leyes fueran duras. Por eso los malos usos son más esporádicos o simplemente son pagos monetarios. Es difícil establecer una lista de este tipo de gabelas, pero aquí se ofrecen algunos ejemplos:
- Adscripción[1] del campesino a la tierra, impidiendo que pueda abandonarla ni él ni su familia (siervo de la gleba).[2] En Castilla solía haber libertad de circulación, salvo contadas excepciones.
- Banalidades,[3] tales como la obligación de usar el molino o el horno del señor, previo pago de una tasa (en Castilla era normal permitir al campesino ir al bosque comunal a recoger leña para cocinarse su propio pan, así como elegir el molino que creyera conveniente).
- La mañería o maniñádego: permitía al señor apropiarse de parte de los bienes de un siervo que hubiese muerto sin descendencia.
- Saca de pan: En Francia, por ejemplo, estaba prohibido sacar grano del señorío feudal, en parte para evitar la escasez y en parte para evitar la especulación. Pues bien, en Castilla se podía hacer previo pago de una tasa.
- La tercería era la obligación de que un siervo se hiciese cargo de administrar diversos bienes señoriales. Esta carga conllevaba duras responsabilidades, entre ellas la de reponer cualquier pérdida con el patrimonio personal del campesino. La tercería fue prohibida en las Leyes Capitulares de 1440, promulgadas por el infante don Enrique.
- El privilegio de corral que permitía al señor llevarse gallinas, pollos, carneros y toda suerte de ganado. Las citadas Leyes Capitulares de 1440 obligaban al señor a reponer en metálico todo lo que se llevase.

## Corona de Aragón
En la Corona de Aragón, en cambio, y sobre todo en el Principado de Cataluña, la repoblación estuvo fuertemente controlada por la nobleza feudal y generalmente se establecía un número concreto de prestaciones que después serían consideradas malos usos. En los Usatges de Barcelona solo se recogen tres de estas obligaciones, pero en la mayoría de las encomiendas, especialmente de payeses de remensa (pagès de remença), los malos usos son seis:
- Intestia: Si un payés moría sin testar, el señor tenía derecho a quedarse con un tercio de su patrimonio. Si no dejaba viuda ni hijos el señor se quedaba con la mitad.
- Exorquia: Es similar a la mañería, es decir, si el campesino moría sin descendencia, el señor podía apropiarse de un tercio de los bienes del payés.
- Cugucia: Cuando la mujer del remensa era acusada de adulterio podían darse los siguientes casos: que el remensa no lo supiera, entonces el señor feudal se repartía con él los bienes de la mujer; o que el hombre la hubiera incitado a ello, con lo que el señor se quedaba con toda la dote de la mujer.
- Ársia o arsina: Hace al campesino responsable de su predio o terrazgo, de modo que, si se produce un incendio o una catástrofe en él, debía compensar al señor feudal.
- Firma de spolii o firma de spoli forzada: Es el pago por los derechos de boda que paga el padre de la novia (probablemente sea una versión suavizada del derecho de pernada del que se hablará a continuación).
- Remensa o remença: Es el pago que debe hacer un campesino a su señor para recuperar su libertad de movimientos y dejar de estar adscrito a la tierra que trabaja. La redención afectaba no sólo al campesino sino también a su esposa y a sus hijos.

Esta serie de malos usos fue una de las causas, si bien no la única, de la importante rebelión de los payeses de remensa contra sus señores, entre 1440 y 1486, año en el que Fernando el Católico los derogó a través de la Sentencia arbitral de Guadalupe.
Pero, sin duda, el peligro más grave por parte de los nobles era la paulatina penetración en el seno de las comunidades libres mediante compras o heredamientos. De este modo, los territorios de realengo pasan a manos de los señores a pesar de todas las medidas que intentaron tomar las cortes de los reinos y las hermandades de campesinos para evitarlo.

## Un caso especial, elIus Primæ Noctis
Es un derecho feudal que permitiría al señor abusar sexualmente de las doncellas de su feudo el día de su boda. Sin embargo, los investigadores no han encontrado apenas pruebas documentales sobre su verdadera naturaleza, por lo que se discute si realmente existió en la Edad Media europea. En efecto, actualmente, hay una verdadera controversia científica sobre si el derecho de pernada existió realmente o es un mito inventado en periodos posteriores. Incluso se ha especulado con que fuera una invención medieval como argumento propagandístico para las rebeliones antiseñoriales de los siglos XIV y XV.
La postura más consensuada es que, por lo visto, el Ius primæ noctis, tal como se entiende hoy día, es el resultado de la interpretación tendenciosa que hicieron los ilustrados a fines del siglo XVIII para desprestigiar a la nobleza, al tiempo que reclamaban la desaparición de todos sus privilegios. Todo parece apuntar a que este mito surgiría al unir dos fenómenos diferentes:
- Por un lado, el siervo necesitaba el permiso de su señor para casarse (o, en su caso, para casar a sus hijas), para lo cual debía, cuando menos, pagar un tributo. Concretamente, en Inglaterra y Gales se denominaba merchet; en Francia, formariage, y en Cataluña la firma del spolii de los Remensas (citada más arriba). Este impuesto, a menudo, iba acompañado de una ceremonia quizás como la que se describe en la Sentencia arbitral de Guadalupe (1486): La noche de bodas, que la mujer será echada en la cama y [el señor] pasará por encima de aquella la dicha mujer.
- Por otro, los abusos sexuales no sujetos a derecho, a veces sistemáticos, por parte de los nobles con sus siervas. En la Alta Edad Media los siervos tuvieron que consentir estos abusos, pero a partir del siglo XII, con el reconocimiento de su derecho al matrimonio religioso, los campesinos comienzan a rechazar este tipo de crímenes y, bien los denuncian, bien organizan auténticas rebeliones antiseñoriales de las que existen múltiples ejemplos. Este tipo de abusos se producían a capricho del noble y no tenían nada que ver con la primera noche de bodas, ni con ceremonias o ritos ancestrales. Eran simplemente eso: actos criminales (malfetrías).